# Raymond Triboulet
Pour les articles homonymes, voir Triboulet (homonymie).
Raymond Triboulet est un résistant et homme politique français né le 3 octobre 1906 à Paris et mort le 26 mai 2006 à Sèvres.

## Biographie
Licencié en lettres classiques et en droit, Raymond Triboulet devient dans les années 1930 propriétaire terrien en Normandie et journaliste à Paris.
Mobilisé en 1939, fait prisonnier le 18 juin 1940, il est rapatrié le 13 mars 1941. Installé en Normandie, il participe au mouvement Ceux de la Résistance.
Secrétaire du Comité départemental de libération du Calvados au moment du débarquement du 6 juin 1944, il devient le premier sous-préfet des régions libérées et de Bayeux le 15 juin 1944. Il est nommé en 1946 inspecteur en Rhénanie-Palatinat (zone d'occupation française en Allemagne).
Raymond Triboulet entame alors une carrière politique : il est élu député républicain indépendant du Calvados en 1946, puis au Rassemblement du peuple français (RPF) en 1951 et républicain social en 1956, groupe qu'il préside. Il est ministre des Anciens combattants dans le gouvernement Edgar Faure (2) du 23 février au 6 octobre 1955.
Il appartient au comité consultatif chargé d'élaborer la Constitution de la Ve République.
Sous la Ve République, Raymond Triboulet est constamment réélu et siège au Palais-Bourbon de 1958 jusqu'en 1973 sous les étiquettes UNR, UNR-UDT, UD-Ve République et UDR. Il a présidé le groupe parlementaire UDR. Il retrouve le ministère des Anciens combattants dans le gouvernement Michel Debré du 8 janvier 1959 au 14 avril 1962, puis dans le gouvernement Georges Pompidou (1) du 14 avril au 28 novembre 1962. Il est ensuite ministre délégué à la Coopération dans le gouvernement Georges Pompidou (2) du 6 décembre 1962 au 8 janvier 1966 où il s'efforce de promouvoir le volontariat en créant l'association France Volontaires. A l’Assemblée Nationale, il est aussi Président du groupe d’Amitié France-Israël.
Raymond Triboulet a siégé à l'Assemblée parlementaire du Conseil de l'Europe et à l'Assemblée parlementaire des Communautés européennes (actuel Parlement européen). Gaulliste et favorable à « l'Europe des Patries », il est président du Comité français de l'Union paneuropéenne (Pan-Europe) de 1973 à 1987.
En 1979, il est élu membre de l'Académie des sciences morales et politiques au fauteuil de Wilfrid Baumgartner. En 1988, il est délégué de l'Académie à la Séance publique annuelle des Cinq académies. En 1991, Il est président de l'Académie et de l'Institut de France. En 2002, il soutient la candidature présidentielle de Jean-Pierre Chevènement.
Raymond Triboulet a été conseiller général du Calvados et membre du Conseil économique et social de Basse-Normandie. Il s'est impliqué dans le développement économique du département, obtenant par exemple l'implantation du grand centre administratif du Crédit lyonnais à Bayeux en 1963. Il a fondé le Comité du Débarquement en 1945 et en a assuré la présidence pendant 54 ans, jusqu'en 1999. Fondateur du Musée du débarquement d'Arromanches-les-Bains, il a été anobli par la reine Élisabeth II.

## Décoration
- Commandeur de l'ordre du Mérite combattant, ex officio en tant que ministre des Anciens combattants et des Victimes de guerre (1955)[4]

## Ouvrages
- Les Billets du Négus, Les Œuvres Françaises, Paris, 1939.
- Sens dessus dessous, Bordas, Paris, 1951.
- Des vessies pour des lanternes, Lecvire, Vire, 1958.
- Halte au massacre, Bordas, Paris, 1966.
- Gaston Jean-Baptiste de Renty, Correspondance, édition et notes de Raymond Triboulet, Bibliothèque européenne, Desclée de Brouwer, 1978.
- Notice sur la vie et les travaux de Wilfrid Baumgartner, Institut de France, 10 février 1981.
- À tous ceux qui sont mal dans leur peau, France Empire, Paris, 1981.
- Le Dossier du Débarquement, opération port Mulberry, préface de l'ouvrage pédagogique sur le Port d'Arromanches de François Rouillay et Rémy Desquesnes aux Éditions Mak'it, 1984.
- Un gaulliste de la IVe, Plon, 1985.
- Un ministre du Général, Plon, 1985.
- Gaston de Renty 1611-1649, Beauchesne, 1991.
- F.S.V. Donnison, Civil Affairs and Military Government, North-West Europe, 1944-1946, London, Her Majesty's Stationary Office, 1961, p. 80-81.